# Aguarón (kommunhuvudort)
Aguarón är en kommunhuvudort i Spanien.   Den ligger i provinsen Provincia de Zaragoza och regionen Aragonien, i den nordöstra delen av landet, 230 km öster om huvudstaden Madrid. Aguarón ligger 644 meter över havet och antalet invånare är 795.
Terrängen runt Aguarón är platt åt nordost, men åt sydväst är den kuperad. Runt Aguarón är det mycket glesbefolkat, med 3 invånare per kvadratkilometer. Närmaste större samhälle är Cariñena, 3,8 km öster om Aguarón. Omgivningarna runt Aguarón är i huvudsak ett öppet busklandskap.